# Monte Ceresa
Il Monte Ceresa (1494 m s.l.m.) è una cima dell'Appennino umbro-marchigiano, sita sul confine tra i comuni di Montegallo ed Acquasanta Terme, nel territorio della Comunità Montana del Tronto. Si trova presso la zona di confine tra il parco nazionale dei Monti Sibillini e quello del Gran Sasso e Monti della Laga.

## Storia
La montagna è solcata da antichi sentieri, sui quali una volta si muovevano la vita e le comunicazioni tra gli innumerevoli borghi di cui la zona è cosparsa. Antiche grotte e ricoveri per il bestiame sparsi per i boschi e le valli testimoniano la forte presenza di una società basata sulla pastorizia e la selvicoltura. Oggi la macchia mediterranea ha riassorbito quasi completamente tutti i versanti della montagna, e molti degli abitati sono completamente abbandonati o semidistrutti.

## Geografia fisica
Tutto l'areale del Monte Ceresa si trova a cavallo tra i comuni di Montegallo, Roccafluvione, Acquasanta Terme e Arquata del Tronto, ed è delimitato dal torrente Fluvione sul lato settentrionale e dal fiume Tronto sul lato meridionale, delle cui vallate costituisce lo spartiacque. Il massiccio montuoso è collegato verso nord-ovest alla falda sud orientale del Monte Vettore (Monti Sibillini), e a sud-est è separato dai Monti della Laga dal fiume Tronto.
Il versante meridionale, prevalentemente roccioso, è scavato da profonde valli che si immettono nel Tronto (tra cui il fosso dell'Agore), ed è caratterizzato da una conformazione a gradoni di arenaria.
Tutta l'area, dal fondo valle ai punti più elevati di cresta, è immersa in un fitto bosco.

## Galleria d'immagini

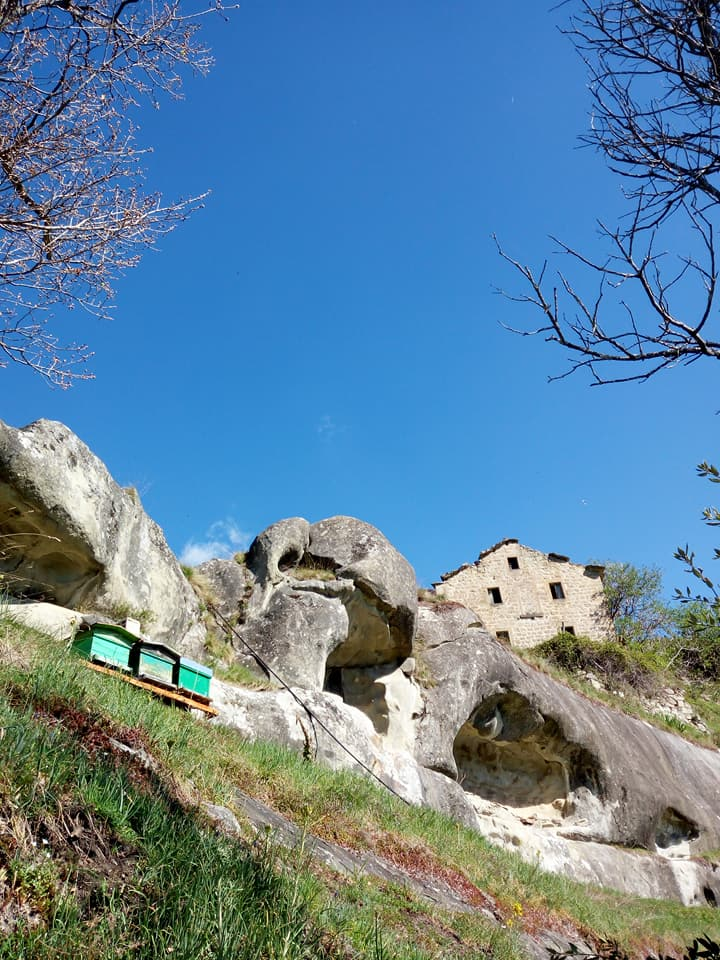
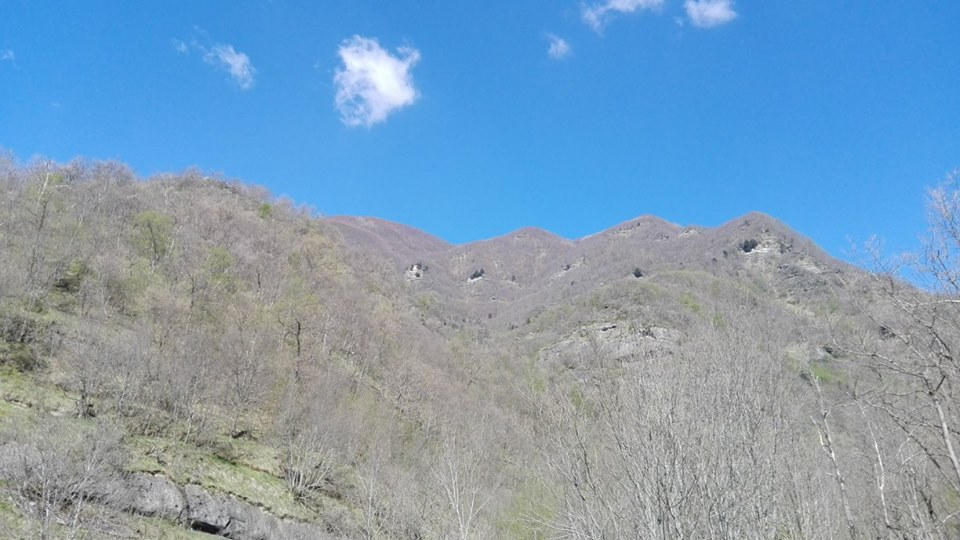
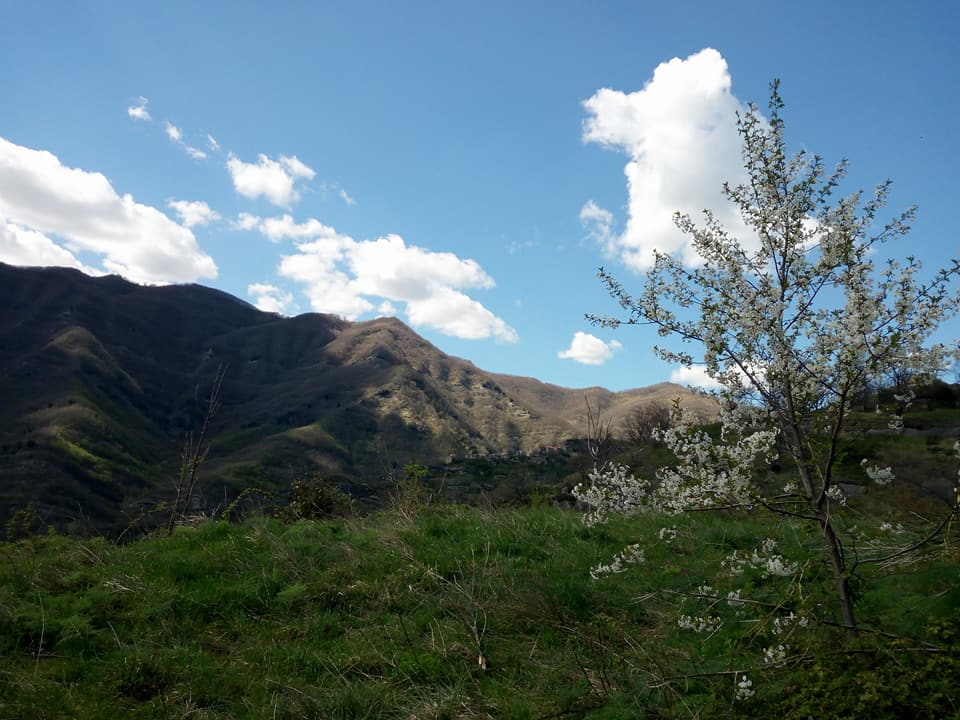
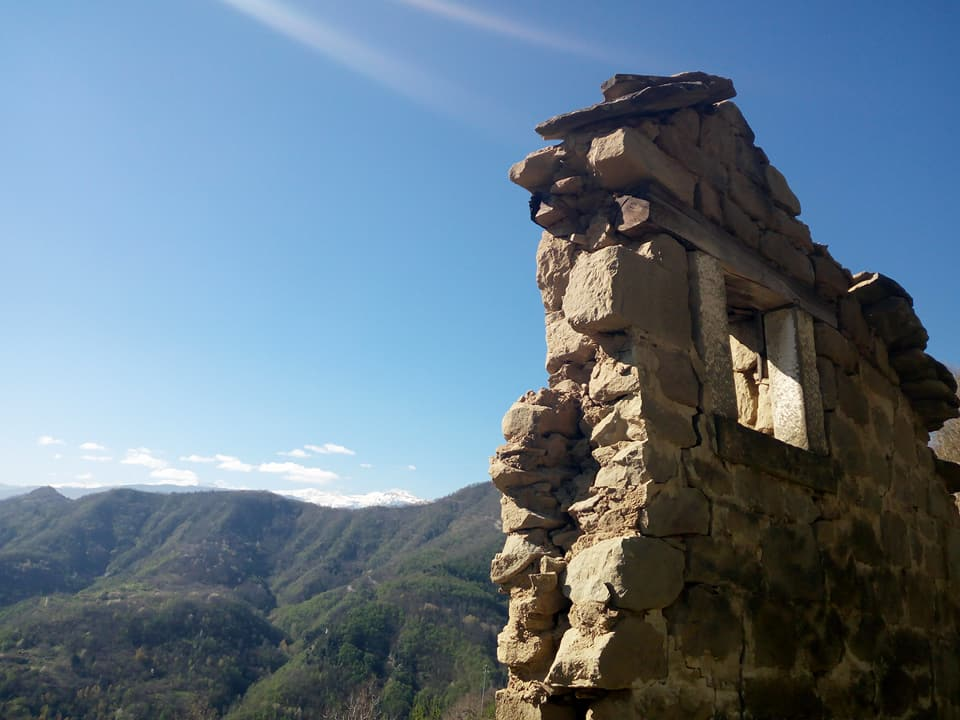
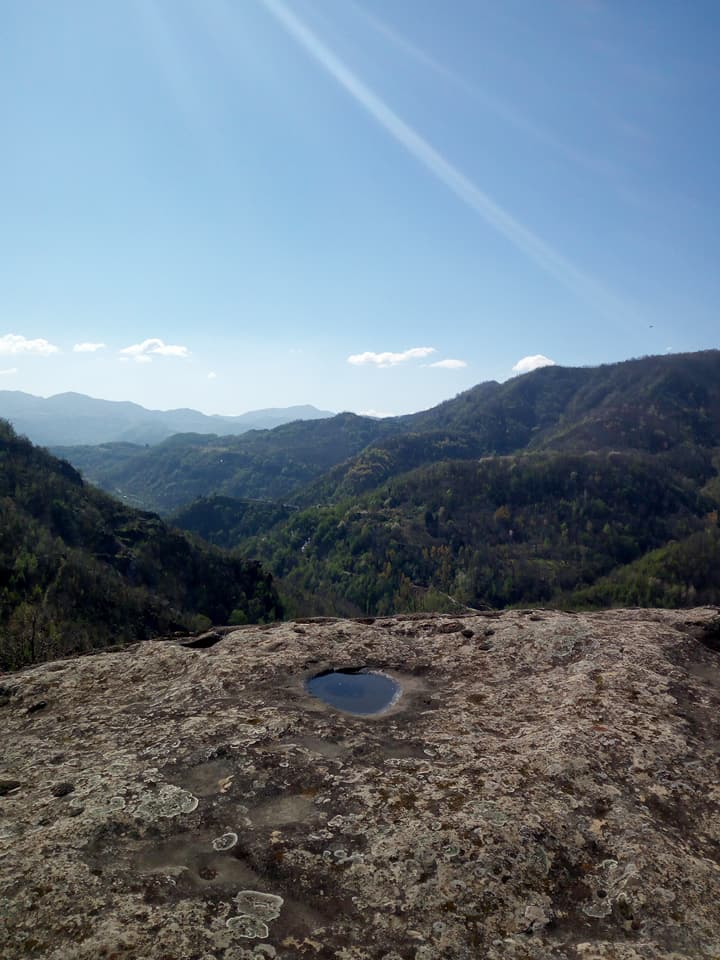
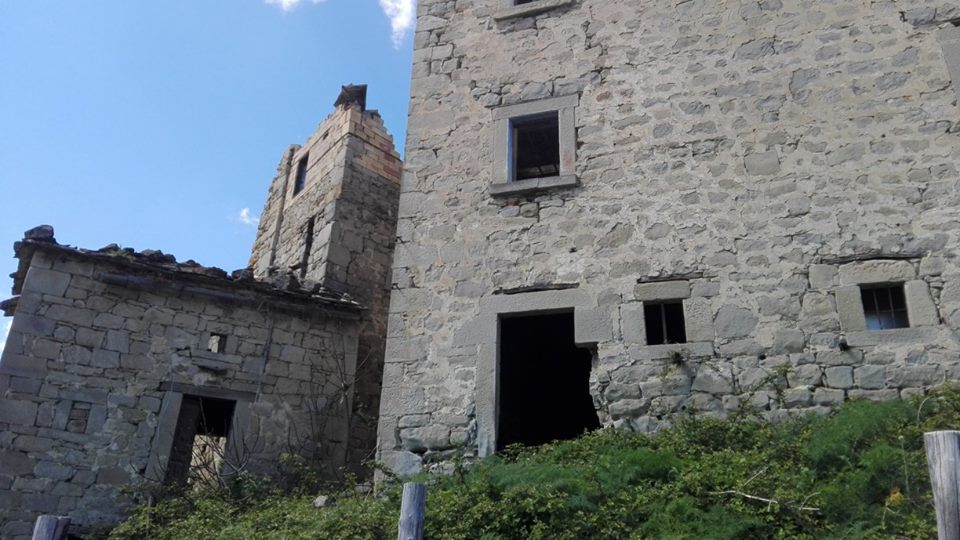
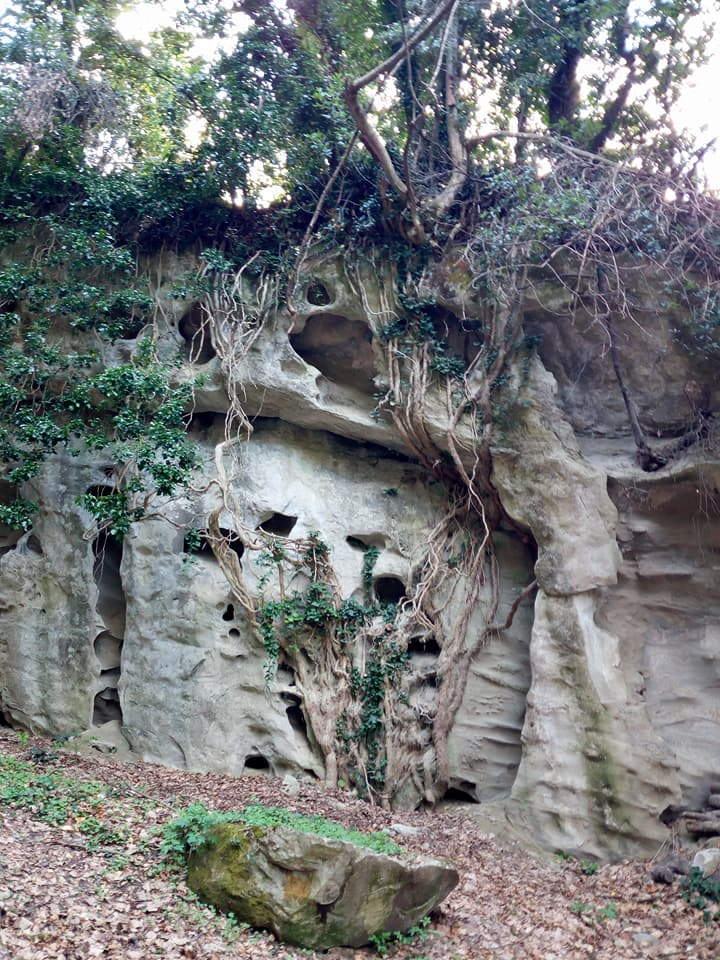
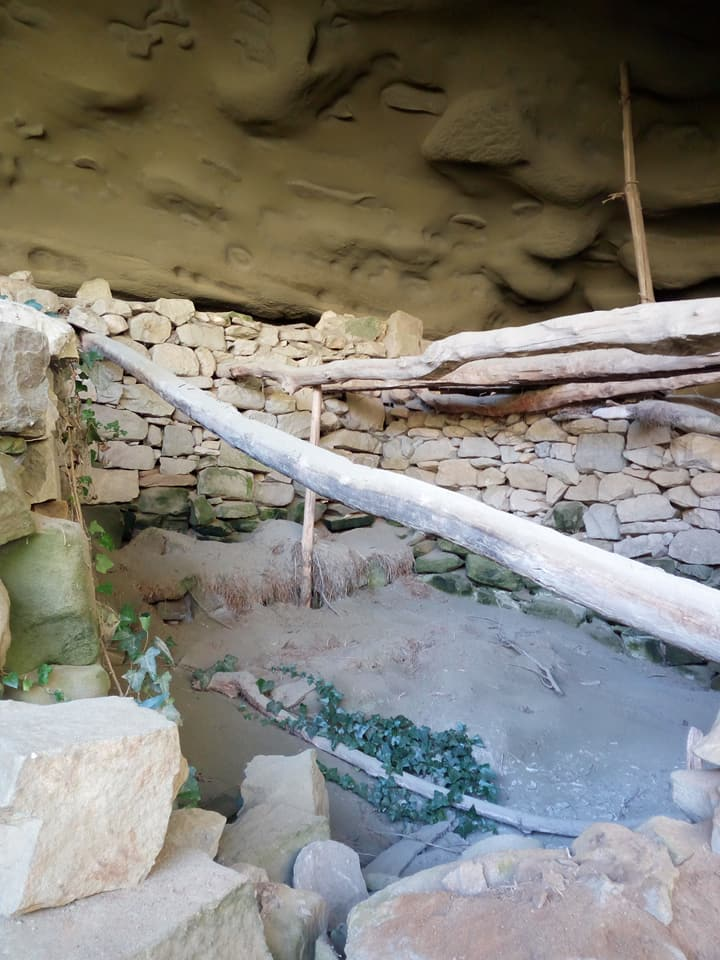
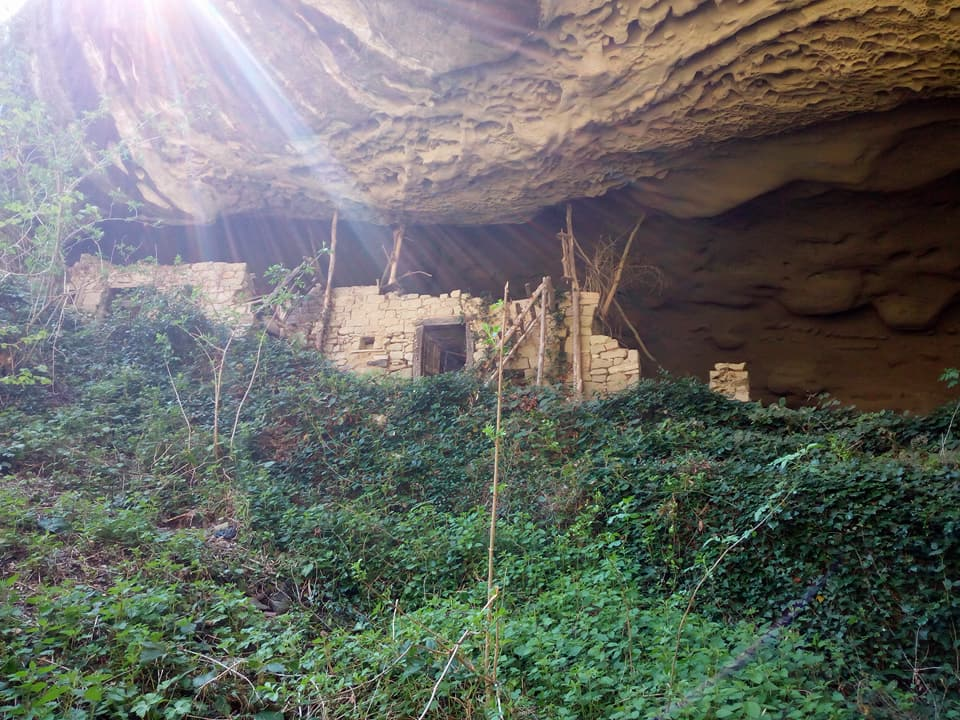
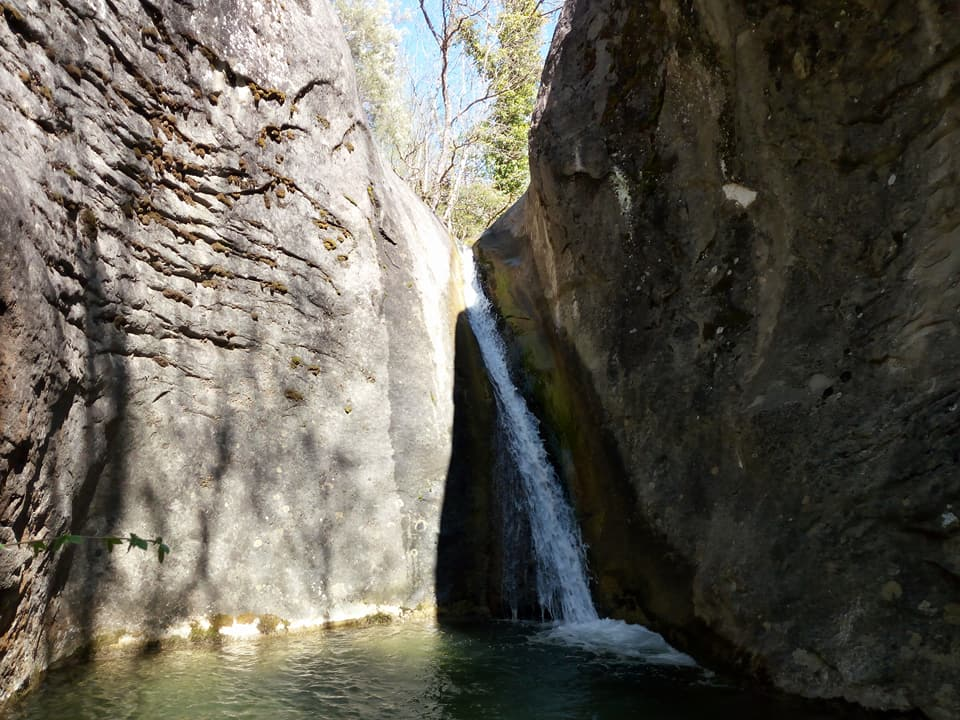